# Korveta klase Braunschweig
Klasa K130 Braunschweig (ponekad Korvette 130) najnovija je klasa oceanskih korveta u Njemačkoj. Pet brodova zamijenilo je brze jurišne brodove klase Gepard Njemačke mornarice.
U listopadu 2016. objavljeno je da je druga serija od još pet korveta prvotno trebala biti nabavljena od 2022. do 2025., ali je sada navodno odgođena. Odluka je bila odgovor na zahtjeve NATO-a prema kojima se od Njemačke očekuje da osigura ukupno četiri korvete na najvišoj razini spremnosti za primorske operacije do 2018.

## Tehnički detalji
Korvete imaju smanjeni radarski i infracrveni potpis i opremljene su s dvije helikopterske bespilotne letjelice za daljinsko izviđanje. Njemačka mornarica naručila je prvu seriju od dva sustava UMS Skeldar V-200 za korištenje na korvetama klase Braunschweig. Hangar je premali za standardne helikoptere, ali je platforma dovoljno velika za Sea Kings, Lynx ili NH-90s, helikoptere njemačke mornarice. 
Prvobitno je klasa K130 trebala biti naoružana mornaričkom inačicom rakete Polyphem, projektila navođenog optičkim vlaknima s dometom od 60 km, koji je u to vrijeme bio u razvoju. Program Polyphem je otkazan 2003. i umjesto toga dizajneri su odlučili opremiti klasu projektilom RBS-15. Dok RBS-15 ima mnogo veći domet od 250 km, trenutnoj verziji postavljenoj na brodove, Mk3, nedostaje video povratna veza otporna na elektroničke protumjere. Njemačka mornarica unaprijed je naručila RBS-15 Mk4, koji je unaprijeđeni Mk3 s povećanim dometom od 400 km te ima dvostruki tragač za povećanu otpornost na elektroničke protumjere. RBS-15 Mk3 ima sposobnost napadanja kopnenih ciljeva.

## Brodovi u klasi
| Broj     | Ime                   | Brodogradilište                          | Položen            | Porinut            | Status            |
| Serija 1 | Serija 1              | Serija 1                                 | Serija 1           | Serija 1           | Serija 1          |
| -------- | --------------------- | ---------------------------------------- | ------------------ | ------------------ | ----------------- |
| F260     | Braunschweig          | Blohm+Voss                               | 3. prosinca 2004   | 19. travnja 2006   | U aktivnoj službi |
| F261     | Magdeburg             | Lürssen-Werft                            | 19. svibnja 2005   | 6. rujna 2006      | U aktivnoj službi |
| F262     | Erfurt                | Nordseewerke                             | 22. rujna 2005     | 29. ožujka 2007    | U aktivnoj službi |
| F263     | Oldenburg             | Blohm + Voss                             | 19. siječnja 2006  | 28. lipnja 2007    | U aktivnoj službi |
| F264     | Ludwigshafen am Rhein | Lürssen-Werft                            | 14. travnja 2006   | 26. rujna 2007     | U aktivnoj službi |
| Serija 2 |                       |                                          |                    |                    |                   |
| F265     | Köln                  | Lürssen-Werft Blohm+Voss                 | 25. travnja 2019   | 30. listopada 2020 | Opremanje         |
| F266     | Emden                 | Lürssen-Werft Blohm+Voss                 | 30. siječnja 2020  |                    | U izgradnji       |
| F267     | Karlsruhe             | Njemačka mornarička brodogradilišta Kiel | 6. listopada 2020. |                    | U izgradnji       |
| F268     | Augsburg              | Njemačka mornarička brodogradilišta Kiel | 13. srpnja 2021.   |                    | U izgradnji       |
| F269     | Lübeck                | Njemačka mornarička brodogradilišta Kiel | 15. ožujka 2022    |                    | U izgradnji       |